# 濱路晶
濱路晶（11月17日—）是日本女性漫畫家，出生於宮崎縣。此外，名字中的「はまじ（hamaji）」是姓，「あき（Aki）」是名。2013年4月，她以另一個筆名「はやみ知晶（Hayami Chiaki）」發表出道作《スワン★コンプレックス》，並被評選為新人漫畫大賞的少女・女性部門佳作。
漫畫《Kiss and Cry》（キスアンドクライ）的作者大豆田（日笠希望）是濱路晶的親妹妹。

## 作品列表

### 連載漫畫
- 沉迷百合漫畫的咲星大小姐（きらりブックス迷走中！）（全2冊，連載日期：2015年12月至2017年10月。芳文社出版。[7]）
- 孤獨搖滾！（ぼっち・ざ・ろっく！）（已出版7卷，連載日期：2018年2月至今。芳文社出版。[8]）

### 單篇漫畫
- （發行於月刊BIG GANGAN的2018年8月號[9]）
- 沉醉於女中學生的魅力之中吧 健全的漫畫選集（JCの魅力を楽しむ健全なアンソロジーコミック）（2017年發行於一迅社的Comic REX[10]）
- （2017年發行於一迅社的Comic REX[11]）
- （2018年發行於一迅社的Comic REX[12]）

### 其他
動畫「請問您今天要來點兔子嗎？ Bloom」 的第3話ED Card

### 以「はやみ知晶」之名發表
- 《スワン★コンプレックス》（出道作。2013年4月發表於小學館）[5]

## 外部連結
- 濱路晶的X（前Twitter）（日語）